# Lophocampa fasciata
Lophocampa fasciata là một loài bướm đêm thuộc phân họ Arctiinae, họ Erebidae.

## Hình ảnh

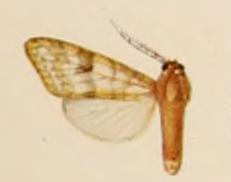